# 児玉進
児玉 進（こだま すすむ、1926年（大正15年）10月23日 - 1987年（昭和62年）1月12日）は、日本の映画監督。

## 略歴
東京府東京市（現・東京都）出身。児玉氏の末裔で、曽祖父は台湾総督や陸軍参謀総長などを務めた児玉源太郎陸軍大将、祖父は貴族院議員、内閣書記官長を務めた児玉秀雄である。父は秀雄の婿養子児玉忠康、母は秀雄の長女貞子。
1939年（昭和14年）に東京高等師範学校附属小学校（現・筑波大学附属小学校）、1944年（昭和19年）に東京高等師範学校附属中学校（現・筑波大学附属中学校・高等学校）を卒業。附属中の同期には、星新一（小説家）、槌田満文（武蔵野大学名誉教授）、今村昌平（映画監督）、大野公男（元北海道情報大学学長）、黒澤洋（元日本興業銀行会長）、星野英一（東京大学名誉教授）などがいる。
旧制成城高等学校を経て、慶應義塾大学を卒業し、1953年（昭和28年）に東宝に入社。撮影所演出部配属となり、主に山本嘉次郎に師事する。
1965年（昭和40年）、東宝の撮影所では助監督のまま、テレビドラマ『青春とはなんだ』を監督。ドラマ終了後も山本や稲垣浩の助監督を務め、監督昇進決定後の1970年（昭和45年）、劇場用映画『おいろけコミック 不思議な仲間』で監督デビュー。しかし、この頃の日本映画界は観客動員の低下から製作本数が減少し、以降、児玉もテレビドラマ中心の活動となる。ちなみに、劇場用映画は5本の監督作品があるが、そのうちの2本『女房を早死させる方法』（完成2年後に公開）、『俺の選んだ女』は完成後オクラ入りになるなど、映画監督としては不遇であった。『俺の選んだ女』に関しては、一部に昭和51年12月11日公開という資料がある。これは当初『岸壁の母』の併映作品として準備されたのだが、秋口からヒットを続けていた『犬神家の一族』を切る事が出来なかったため、併映を外されてしまった。『岸壁の母』と『犬神家の一族』の二本立てが全国的な東宝系番組になった。しかし一部宣伝資料などでは間に合わず、キネマ旬報などに作品紹介が掲載されてしまったのはその名残りである。
しかし、娯楽映画の巨匠・山本嘉次郎監督に長年付いて学んだ演出法はテレビドラマの世界で開花し、『泣くな青春』、『太陽にほえろ!』、『傷だらけの天使』、『江戸の激斗』など、青春ドラマからアクションドラマ、時代劇、2時間ドラマまで、幅広い分野で監督として重宝され、テレビドラマだけでも300本以上を監督した。
テレビドラマの監督として休む間もなく働き続けたが、1987年（昭和62年）1月12日、急性肺炎のため死去。60歳没 。墓所は多磨霊園(8-1-17-1)。
死後放送された土曜ワイド劇場『単身赴任 淋しい妻たちの殺人』が遺作となった。

## 監督作品

### テレビドラマ
- 青春とはなんだ（1965年 - 1966年）
- これが青春だ（1966年 - 1967年）
- 太陽野郎（1967年 - 1968年）
- 東京バイパス指令（1968年 - 1970年）
- 決めろ!フィニッシュ（1972年）
- 泣くな青春（1972年 - 1973年）
- 愛の戦士レインボーマン（1973年）
- 太陽にほえろ!（1973年 - 1985年）
- 傷だらけの天使（1974年 - 1975年）
- いろはの"い"（1976年）
- 華麗なる刑事（1977年）
- 火曜日のあいつ（1976年）
- 大空港（1978年 - 1980年）
- 江戸の激斗（1979年）
- 愛のホットライン（1981年）
- 仕掛人・藤枝梅安（1982年 - 1983年、小林桂樹主演版）
- 新ハングマン（1983年）
- 剣客商売・誘拐（1983年、加藤剛主演版）
- 松本清張の西海道談綺（1983年）
- 暴れ九庵（1984年）
- 特命刑事ザ・コップ（1985年）
- ザ・ハングマンV（1986年）
- 単身赴任淋しい妻たちの殺人（1987年）- 遺作

### 映画
- おいろけコミック 不思議な仲間（1970年）
- 奇妙な仲間 おいろけ道中（1970年）
- 女房を早死にさせる方法（1974年）
- 俺の選んだ女（未公開）
- 乱れからくり（1979年）